# 卓杞篤
卓杞篤·卡珞利谷（排灣語：Cuqicuq Garuljigulj；？—1872年），為十九世紀中斯卡羅酋邦（位於今屏東恆春）的頭目，曾牽涉入羅發號事件，後又與美國以書面紀錄下非正式的諒解備忘錄，俗稱南岬之盟。英文文獻上一般拼其名作Tokitok，漢文文獻則以台灣話音譯為卓杞篤 (Toh-ki-tok)。

## 簡歷
卓杞篤為卡珞利谷家族族長 Paljaljaus Garuljigulj 的長子，在家中排行第二。
1867年3月12日美國羅發號商船遭風觸礁沉沒，船員十三人被因誤闖龜仔甪社而遭到逮捕並處決，史稱羅妹號事件。美國與清政府交涉未果後，1867年6月，美國海軍在英國商人必麒麟引路下成功登陸，然遭臺灣原住民伏擊，遠征軍指揮官麥肯齊戰死，美軍戰敗撤退。期間，美國駐廈門領事李仙得（Charles W. Le Gendre）因與中國清朝官員交涉不得要領，因此於同年10月10日由台灣總兵劉明燈隨行陪同，前往瑯拜訪瑯嶠十八社大頭目卓杞篤。
會面中卓杞篤強烈捍衛家園，說：「我們並不是一開始就對西洋人仇視或生性嗜殺，而是西洋人水手和海盜曾多次登陸，擾亂山地，我們的人死傷很多，所以後來見到外人、異地陌生人登陸，即進行自衛。」雙方口頭約定此後若有遇難船隻，海難登陸人員應舉紅旗為號，原住民便不加以攻擊。
原本清朝政府也曾派代表要求與卓杞篤締結同樣的協議，但遭卓杞篤嚴詞拒絕。在李仙得的外交紀錄中，記載「卓杞篤派遣他的兩個女兒為使者，表示卓杞篤善待西洋人係因敬重其勇氣，他親眼目睹對方（指美國軍官）冒著槍林彈雨、箭矢齊飛，無懼地登山搶攻；對方與我父在我們的地盤洽談和約，目的非常清楚。相反的，清朝官員則不同，我父不想和你們打交道。」。
1871年（清同治十年）琉球國宮古島民船難，五十四人於琅遭原住民殺害。李仙得曾再次到臺灣與卓杞篤會見，雙方再次重申南岬之盟的內容。李仙得和卓杞篤之間並沒有討論琉球人之死，李仙得因為他們不是白人也沒有很在乎，卓杞篤也避而不談。因為南岬之盟目的是保護白人的條款，當地原住民認為如果他們是白人就不會被殺。
李仙得和卓杞篤之間的第三次會議，讓他察覺卓杞篤無力掌控整個十八社，因此李仙得開始懷疑約定的效力，開始與日本接觸。日本在李仙得的幫助下，以此為藉口，在1874年（同治十三年）以「保護國民、質問臺灣生番」的口號，派兵攻打瑯地區以牡丹社為主的原住民族部落，史稱牡丹社事件，而美國人李仙得即為日本外務省顧問，幕後策劃該事件。在日軍攻打石門之前，便已得知卓杞篤的死訊。
然而，卓杞篤到底死於何年尚有爭議，因1875年1月的愛沙尼亞德裔探險家艾比斯原本慕名而來，要來與老卓杞篤會面，但見面後發現老卓杞篤已經是個酒鬼，還提到他與老妻打架，這讓艾比斯大失所望。

## 評論
- 李仙得描述卓杞篤是：「他的舉止很從容，語言極為諧合。他的樣貌很討人喜歡，展現極強的意志力與不屈不撓的精神。」

## 影視形象
| 年份   | 作品   | 演員            |
| ------ | ------ | --------------- |
| 2021年 | 斯卡羅 | 查馬克·法拉屋樂 |

## 外部連結
- 地圖版‧牡丹社事件（页面存档备份，存于）, 牡丹社事件的地圖史料與空間探索（上）、（中）、（下）, 行政院原住民委員會原住民族文獻會
- 排灣族與牡丹社事件[永久], 臺灣原住民族文化資識網
- 根據西鄉從道與番社頭目合影照片所繪製的圖畫[永久], 國立台灣歷史博物館

| 前任： 名不詳 | 瑯嶠十八社總頭目 ?－1872年 | 繼任： 朱雷 |